# Mark Hellinger
Mark John Hellinger (* 21. März 1903 in New York City; † 21. Dezember 1947 in Los Angeles) war ein US-amerikanischer Journalist und Filmproduzent.

## Leben und Werk
Nachdem Hellinger mit 15 Jahren wegen der Organisation eines Schülerstreiks die Townsend Harris High School verlassen musste, verdingte er sich als Kellner und Werbetexter, bis er 1921 als Kolumnist bei der Theaterzeitschrift Zit’s Weekly einstieg. 1923 wechselte er zur Daily News, 1930 zum New York Daily Mirror, wo seine Kolumnen über das Geschehen hinter den Kulissen des Broadway sich großer Popularität erfreuten. Zu seinen persönlichen Bekannten zählten auch Unterwelt-Größen wie Dutch Schultz und Jack „Legs“ Diamond.
1937 erhielt Hellinger das Angebot, als Produzent und Autor bei der Filmproduktionsgesellschaft Warner Bros. anzufangen. Er produzierte mehrere kleinere Filme und lieferte unter anderem die Vorlage für das Drehbuch zu dem Gangsterfilm Die wilden Zwanziger (1939). Sein erster größerer Erfolg als Produzent war Entscheidung in der Sierra, der Humphrey Bogarts Karriere entscheidend voranbrachte. Nach einem kurzen Zwischenspiel bei 20th Century Fox kehrte er zu Warner zurück. 1944 arbeitete Hellinger als Kriegskorrespondent für die Hearst-Presse. Anschließend gründete er seine eigene Filmgesellschaft und war als unabhängiger Produzent für Universal Studios tätig, angefangen mit dem 1946 uraufgeführten Rächer der Unterwelt. Die Premiere seines letzten vollendeten Films, Stadt ohne Maske, erlebte Hellinger nicht mehr: Ende 1947 starb er nur 44-jährig an einem Herzinfarkt.

## Filmografie als Produzent (Auswahl)
- 1938: Comet Over Broadway – Regie: Busby Berkeley
- 1940: Orchid, der Gangsterbruder (Brother Orchid) – Regie: Lloyd Bacon
- 1940: Nachts unterwegs (They Drive by Night) – Regie: Raoul Walsh
- 1941: Der Herzensbrecher (Affectionately Yours) – Regie: Lloyd Bacon
- 1941: Entscheidung in der Sierra (High Sierra) – Regie: Raoul Walsh
- 1943: Thank Your Lucky Stars – Regie: David Butler
- 1942: Nacht im Hafen (Moontide) – Regie: Archie Mayo
- 1944: Zwischen zwei Welten (Between Two Worlds) – Regie: Edward A. Blatt
- 1945: Der Engel mit der Trompete (The Horn Blows at Midnight) – Regie: Raoul Walsh
- 1946: Rächer der Unterwelt (The Killers) – Regie: Robert Siodmak
- 1947: Zelle R 17 (Brute Force) – Regie: Jules Dassin
- 1947: Die zwei Mrs. Carrolls (The Two Mrs. Carrolls) – Regie: Peter Godfrey
- 1948: Stadt ohne Maske (The Naked City) – Regie: Jules Dassin

## Auszeichnungen
- 1947: Edgar Allan Poe Award für den Besten Film an Rächer der Unterwelt (gemeinsam verliehen an Hellinger, Regisseur Robert Siodmak und Autor Anthony Veiller)
- 2007–2008: Rächer der Unterwelt und Stadt ohne Maske wurden in das National Film Registry der Library of Congress aufgenommen

## Nachwirkung
1948 nannte Anthony Brady Farrell, Besitzer des New Yorker „Hollywood Theater“, seine Spielstätte zu Ehren des kurz zuvor verstorbenen Hellinger in „Mark Hellinger Theatre“ um. Das Theater blieb bis Ende der 1980er Jahre in Betrieb.
Richard Brooks, ein Protegé Hellingers, verewigte seinen Förderer in dem 1951 erschienenen Roman The Producer.